# Eugenio Carré Aldao
Eugenio Carré Aldao (La Coruña 5 de noviembre de 1859 - La Coruña, 18 de diciembre de 1932) fue un librero y escritor español en lengua gallega y castellana. También, sus hijos Uxío Carré Alvarellos, Leandro Carré Alvarellos y Loís Carré Alvarellos fueron escritores, así como sus nietas May Carré y María del Pilar Carré que escribieron novela rosa.

## Biografía
Nació en  5 de noviembre de 1859 en La Coruña, La Coruña, Galicia, España, hijo de José Carré Batista y de María Aldao Pérez.
Se hizo cargo en 1891 de la librería del astorgano Andrés Martínez Salazar, cronista de La Coruña, y de la imprenta de Domingo Puga, donde tenía lugar una tertulia galleguista, conocida como A Cova Céltica, de la que él era el principal animador. En su imprenta aparecieron gran parte de los libros de los autores gallegos de la época. Fue miembro de la Liga Gallega (1897) y de Solidaridad Gallega (1907), y fue uno de los fundadores de la Real Academia Gallega, así como miembro de la Real Academia de la Historia.

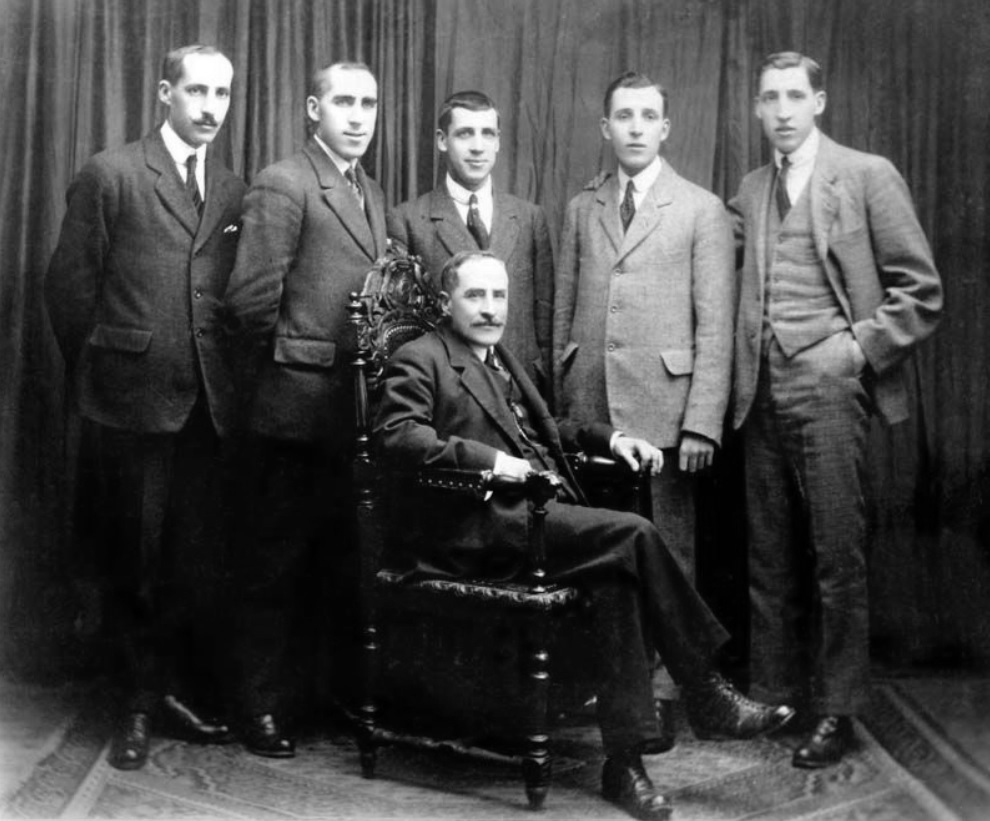
Eugenio Carré Aldao con cinco de sus hijos, de izq. a der. Gonzalo, Leandro, Uxío, Luis y Carlos.

Se casó con Purificación Alvarellos Pena, con quien tuvo 11 hijos: José, Eugenio, María, Leandro, Dolores, Gonzalo, Nicolás, Manuel, Purificación, Luis e Carlos, a quienes inculcó sus inclinaciones literarias.

## Obras

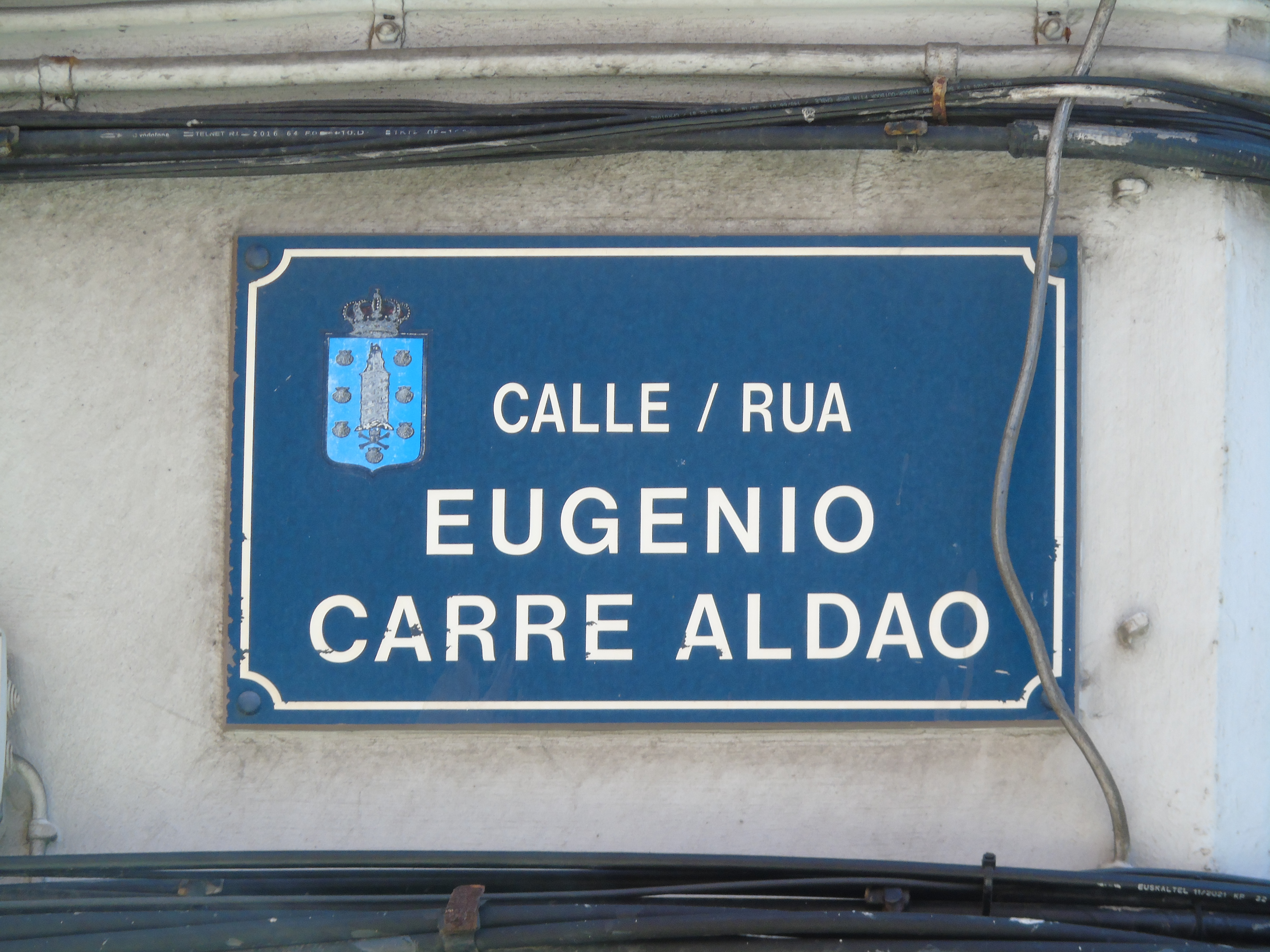
Calle Eugenio Carré Aldao en La Coruña.

- Brétemas (1896, prosa y verso en gallego)
- Rayolas (1898, prosa y verso en gallego)
- Apuntes para la historia de la imprenta y el periodismo (1901, ensayo en castellano)
- La literatura gallega en el siglo XIX (1903, ensayo en castellano)
- Sacrificio (1904, teatro en gallego)
- Influencia de los catalanes en el progreso de la industria pesquera en Galicia (1904)
- Catecismo solidario (1907, con Juan Beltrán, en gallego)
- Idioma y literatura de Galicia (1908)
- Guerra de la Independencia en Galicia. El alzamiento contra los franceses (1908)
- Literatura gallega (1911, ensayo en castellano)
- Influencias de la literatura gallega en la castellana (1915)
- Contos da forxa (1919, narrativa en gallego)
- A Terra chama (1925, novela corta en gallego)